# Fulvia laevigata
Fulvia laevigata (лат.) — вид двустворчатых моллюсков из семейства сердцевидок.

## Описание
Максимальный диаметр раковины составляет до 5 см. Внешняя форма отчётливо яйцевидная, овальная, раковина скорее выше, чем длиннее. Стенки раковины относительно тонкие по сравнению с другими видами сердцевидок. На раковине отсутствуют радиально-лучевые складки как у большинства других представителей семейства Cardiidae. На поверхности раковины полосы прироста пересекаются с очень тонкими, радиальными полосами количеством до 60. Периостракум от коричневатого до желтоватого цвета, частично также белый. Поверхность гладкая. Внутренняя сторона створок частично желтоватого окраса.

## Распространение
Вид широко распространён от юго-восточных штатов США, Мексиканского залива и Карибского моря до Бразилии. Моллюски живут на мелководье, зарывшись в песчано-илистое дно.

## Размножение
Вид имеет ежегодный цикл воспроизводства.